# Carol Frech
Carol Frech (ur. w 1896, zm. w 1959) - rumuński piłkarz trzykrotny reprezentant Rumunii. Był kadrze na Igrzyska Olimpijskie w 1924 w Paryżu, jednakże nie wystąpił w jedynym meczu reprezentacji na igrzyskach. W reprezentacji zadebiutował w meczu z Jugosławią w 1922.